# Beltrán Vélez de Guevara

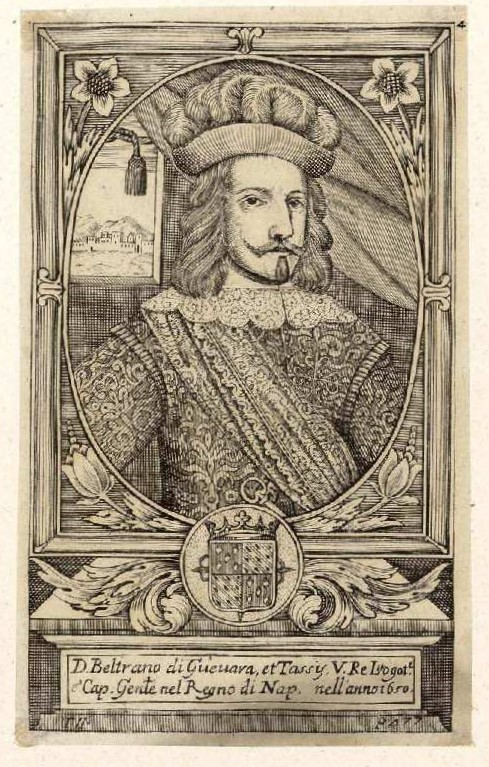
Beltrán Vélez de Guevara. Ilustración de Domenico Antonio Parrino Teatro eroico, e politico de governi di Vicere del Regno di Napoli Dal tempo del Re Ferdinando il Cattolico Fino al presente, Nápoles, 1692.

Beltrán Vélez de Guevara (Turín, 1607-Cagliari, 1652), I marqués de Campo Real y caballero de la Orden de Alcántara desde 1619, fue un noble español, virrey de Nápoles de abril a septiembre de 1650 en sustitución de su hermano Íñigo, y posteriormente de Cerdeña, muriendo en el cargo.

## Biografía
Cuarto hijo de Íñigo Vélez de Guevara y Catalina Vélez de Guevara, V condesa de Oñate, nació en Turín en el tiempo que su padre ejerció de embajador del rey de España ante aquella corte. De niño tomó el hábito de caballero de la Orden de San Juan, pero hubo de abandonarlo al quedar segundo en la línea sucesoria tras la muerte de dos de sus hermanos mayores. Heredero del patrimonio paterno, en tanto su hermano Íñigo recibía el condado de Oñate, su padre creó para él un mayorazgo —para el que Felipe IV creó el título de marqués de Campo Real— que incluía el señorío de Villa del Campo y la administración con goce de la encomienda de Paracuellos y de los bastimentos de Montiel, de la Orden de Santiago.
Casó, por disposición paterna, con su sobrina, Catalina Vélez de Guevara y Manrique de la Cerda, IX condesa de Oñate, marquesa de Vergara y condesa de Villamediana. Del matrimonio nacieron 
- Íñigo Vélez de Guevara y Tassis, que será X conde de Oñate y de Villamediana y marqués de Campo Real;
- Beltrán Manuel, general de las galeras de Sicilia y Nápoles, casado con Nicolasa Manrique;
- Antonio, comendador de Albanilla en la Orden de Calatrava;
- Antonia, casada con Francisco Casimiro Pimentel, conde de Benavente;
- Josefa María, casada con Carlos Teodoro Trivulcio, príncipe de Musaco y Baltasar, duque de Nájera y caballero de la Orden de Santiago.[3]

En pago por los servicios prestados por su padre a la corona en las Cortes de Barcelona de 1632 obtuvo el oficio de gentilhombre de cámara de Felipe IV y de su hermano el cardenal infante al que ese mismo año acompañó a Flandes. A las órdenes de este participó en 1634 en la batalla de Nördlingen. En el terreno militar tuvo también alguna participación en la capitulación de Lérida (1644). En noviembre de 1649 se embarcó para dirigirse a Nápoles con cartas del rey para su hermano Íñigo, virrey de Nápoles, en el que se había pensado para llevar una embajada a Constantinopla, quedando en el ínterin Beltrán de virrey, sin embargo un ataque turco obligó a su barco a volver a Denia.
Finalmente será una campaña militar para recuperar los presidios toscanos frente a la ofensiva francesa lo que obligue a Íñigo a ausentarse del gobierno napolitano, asegurándose de dejar su sustitución en manos de su hermano Beltrán, que ejerció el cargo de abril a septiembre de 1650. Aunque su gobierno fuese breve, ejerció el poder con plena autoridad, incluyendo la promulgación de tres pragmáticas en materias económicas y defendió la autoridad regia frente a la jurisdicción eclesiástica, recibiendo los parabienes de la corte de Madrid. Restituido Íñigo al gobierno del Reino de Nápoles, Beltrán embarcó camino de España el 4 de septiembre, pasando en el camino de regreso por Porto Longone donde proporcionó avituallamiento a las tropas de infantería allí estacionadas. Finalmente fue nombrado virrey de Cerdeña, cargó que ejerció solo unos meses pues falleció en él prematuramente, el 21 de febrero de 1652. Su gobierno coincidió con la extensión de una epidemia de peste que ocasionó algunas muertes ya en enero y por orden suya se publicó en Cagliari el Tratado universal en que se declara que sea peste, de qué causa provenga este contagio, con qué remedio se han de prevenir sus fuerças, obra de Juan Núñez de Castro que ya había sido publicada en Madrid en 1648.